# (R,R)-ブタンジオールデヒドロゲナーゼ
(R,R )-ブタンジオールデヒドロゲナーゼは、次の化学反応を触媒する酵素である。
(R,R)-ブタン-2,3-ジオール + NAD+ {\displaystyle \rightleftharpoons } (R)-アセトイン + NADH + H+
この反応式の通り、この酵素の基質は(R,R)-ブタン-2,3-ジオールとNAD+で、生成物は(R)-アセトインとNADHとH+である。
(R,R )-ブタンジオールデヒドロゲナーゼは酸化還元酵素に属する。組織名は(R,R)-butane-2,3-diol:NAD+ oxidoreductaseである。